# Norbert Peschke
Norbert Peschke (31 de agosto de 1950) es un expiloto de motociclismo alemán, que compitió en el Campeonato del Mundo de Motociclismo entre 1972 y 1988.

## Resultados en el Campeonato del Mundo
Sistema de puntuación desde 1969 hasta 1987:
| Posición | 1.º | 2.º | 3.º | 4.º | 5.º | 6.º | 7.º | 8.º | 9.º | 10.º |
| Puntos   | 15  | 12  | 10  | 8   | 6   | 5   | 4   | 3   | 2   | 1    |

Sistema de puntuación desde 1988 hasta 1991:
| Posición | 1.º | 2.º | 3.º | 4.º | 5.º | 6.º | 7.º | 8.º | 9.º | 10.º | 11.º | 12.º | 13.º | 14.º | 15.º |
| Puntos   | 20  | 17  | 15  | 13  | 11  | 10  | 9   | 8   | 7   | 6    | 5    | 4    | 3    | 2    | 1    |

### Carreras por año
(Carreras en negrita indica pole position; Carreras en cursiva indica vuelta rápida)
| Año  | Categoría | Moto       | 1     | 2       | 3       | 4       | 5       | 6       | 7       | 8       | 9       | 10      | 11      | 12      | 13    | 14    | Pts. | Pos. |
| ---- | --------- | ---------- | ----- | ------- | ------- | ------- | ------- | ------- | ------- | ------- | ------- | ------- | ------- | ------- | ----- | ----- | ---- | ---- |
| 1972 | 125cc     | Maico      | ALE - | FRA -   | AUT -   | NAC -   | IDM -   | YUG -   | NED -   | BEL -   | RDA -   | CHE -   | SUE -   | FIN Ret | ESP - |       | 0    | -    |
| 1974 | 50cc      | Kreidler   | FRA - | GER -   |         | NAC -   |         | NED -   | BEL -   | SUE -   | FIN -   | CHE Ret | YUG -   | ESP 10  |       |       | 1    | 32.º |
| 1976 | 125cc     | (GB Bender |       | AUT -   | NAC -   | YUG -   | NED -   | BEL -   | SUE -   | FIN -   | ALE Ret | ESP -   |         |         |       |       | 0    | -    |
| 1980 | 125cc     | MBA        | NAC - | ESP -   | FRA -   | YUG -   | NED -   | BEL -   | FIN -   | GBR -   | CHE -   | ALE 26  |         |         |       |       | 0    | -    |
| 1981 | 125cc     | MBA        | ARG - | AUT -   | ALE 19  | NAC -   | FRA -   | ESP -   | YUG -   | NED -   |         | RSM -   | GBR -   | FIN -   | SUE - | CHE - | 0    | -    |
| 1985 | 125cc     | MBA        |       | ESP Ret | GER Ret | NAT Ret | AUT 20  |         | NED Ret | BEL DNS | FRA -   | GBR -   | SWE -   | RSM 15  |       |       | 0    | -    |
| 1986 | 125cc     | MBA        | ESP - | NAT -   | GER 19  | AUT 18  |         | NED 16  | BEL -   | FRA Ret | GBR -   | SWE -   | RSM Ret | BDM 12  |       |       | 0    | -    |
| 1987 | 125cc     | LCR Seel   |       | ESP -   | ALE 17  | NAC Ret | AUT Ret |         | NED 15  | FRA -   | GBR -   | SWE -   | CHE 12  | RSM 10  | POR - |       | 1    | 27.º |
| 1988 | 125cc     | MBA        |       | ESP -   |         | NAC -   | ALE DNQ | AUT Ret | NED 21  | BEL -   | YUG -   | FRA -   | GBR -   | SWE -   | CHE - | BRA - | 0    | -    |